# Megachile verrucosa
Megachile verrucosa är en biart som beskrevs av Juan Brèthes 1910. Megachile verrucosa ingår i släktet tapetserarbin, och familjen buksamlarbin. Inga underarter finns listade i Catalogue of Life.